# Torvspelspindel
Torvspelspindel (Semljicola angulatus) är en spindelart som beskrevs 1963 av Åke Holm. Arten ingår i släktet Semljicola och familjen täckvävarspindlar. Torvspelspindel förekommer i Skandinavien, Ryssland, Mongoliet och Sachalin. Den lever i en mängd olika biotoper, främst buskmark, löv- och blandskog, men även i barrskog, på sötvattensstränder och i öppna myrbiotoper. Inga underarter finns listade i Catalogue of Life.